# Akua Naru

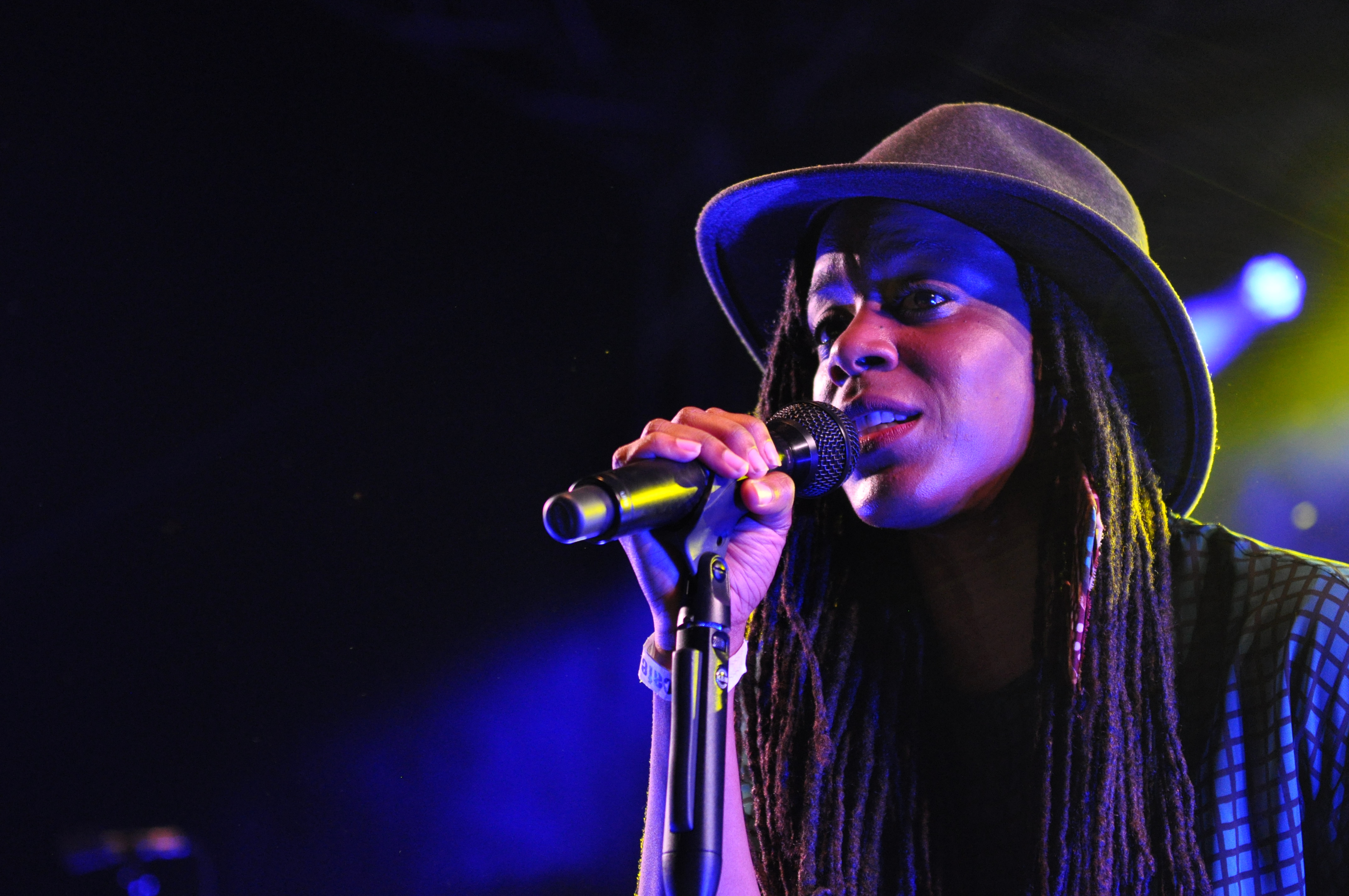
Akua Naru beim Weltmusikfestival Horizonte 2015 auf der Festung Ehrenbreitstein

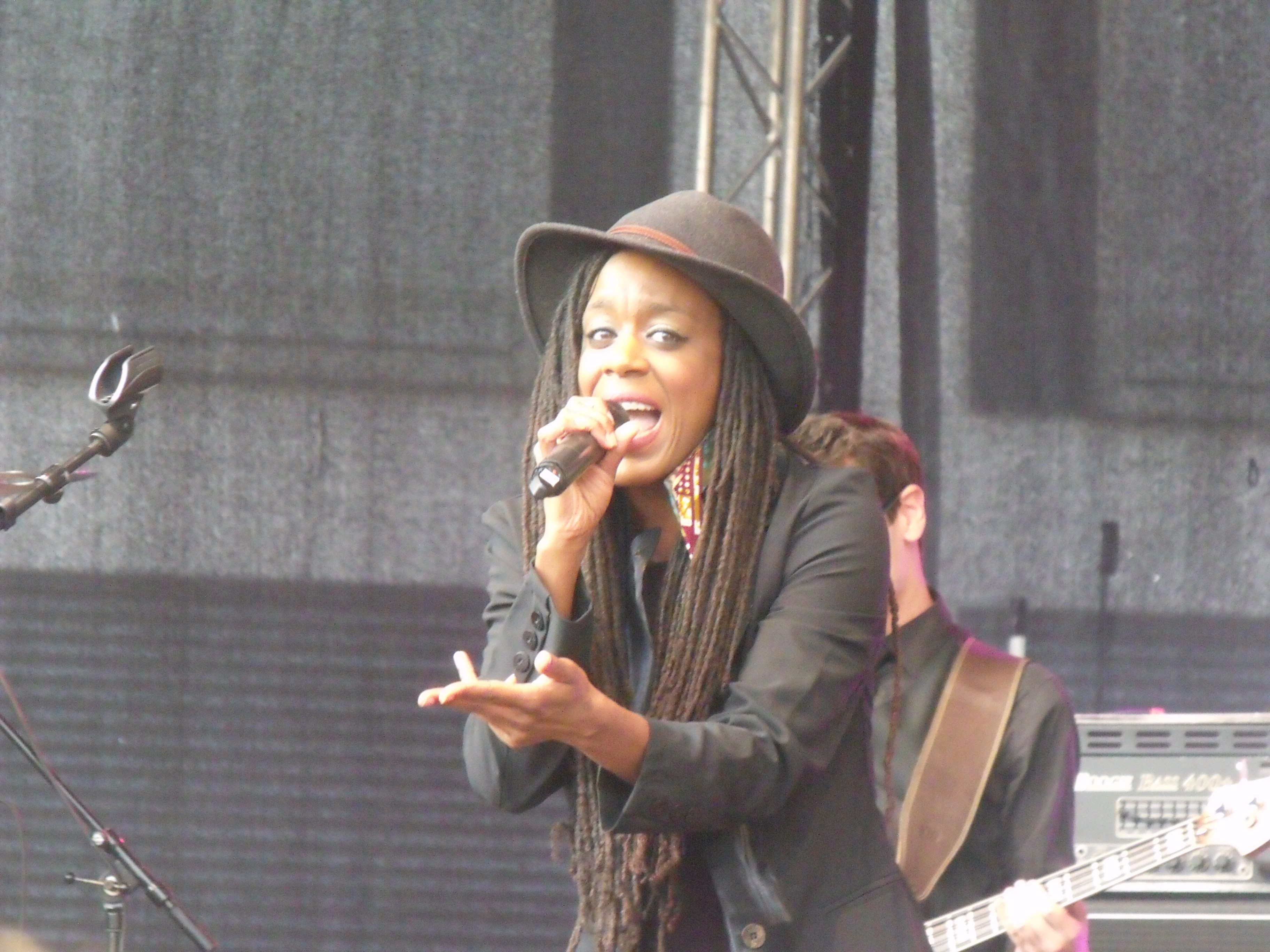
Akua Naru (Kultursommer Oldenburg 2015)

LaTanya Olatunji alias Akua Naru (* 20. August 1978 in New Haven, Connecticut) ist eine US-amerikanische Hip-Hop-Künstlerin und Vertreterin des Conscious Rap.

## Leben

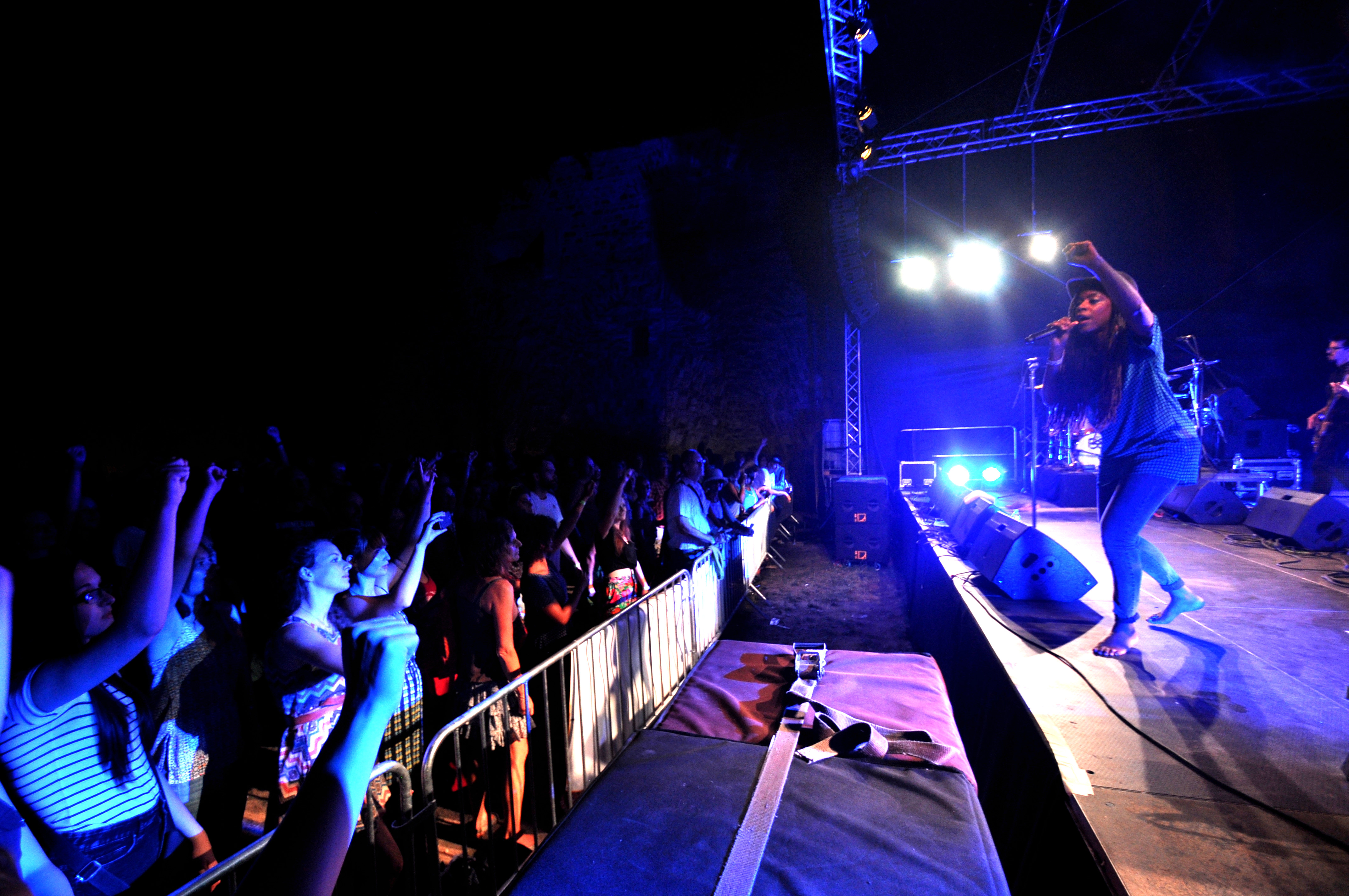
Akua Naru beim Weltmusikfestival Horizonte 2015 auf der Festung Ehrenbreitstein

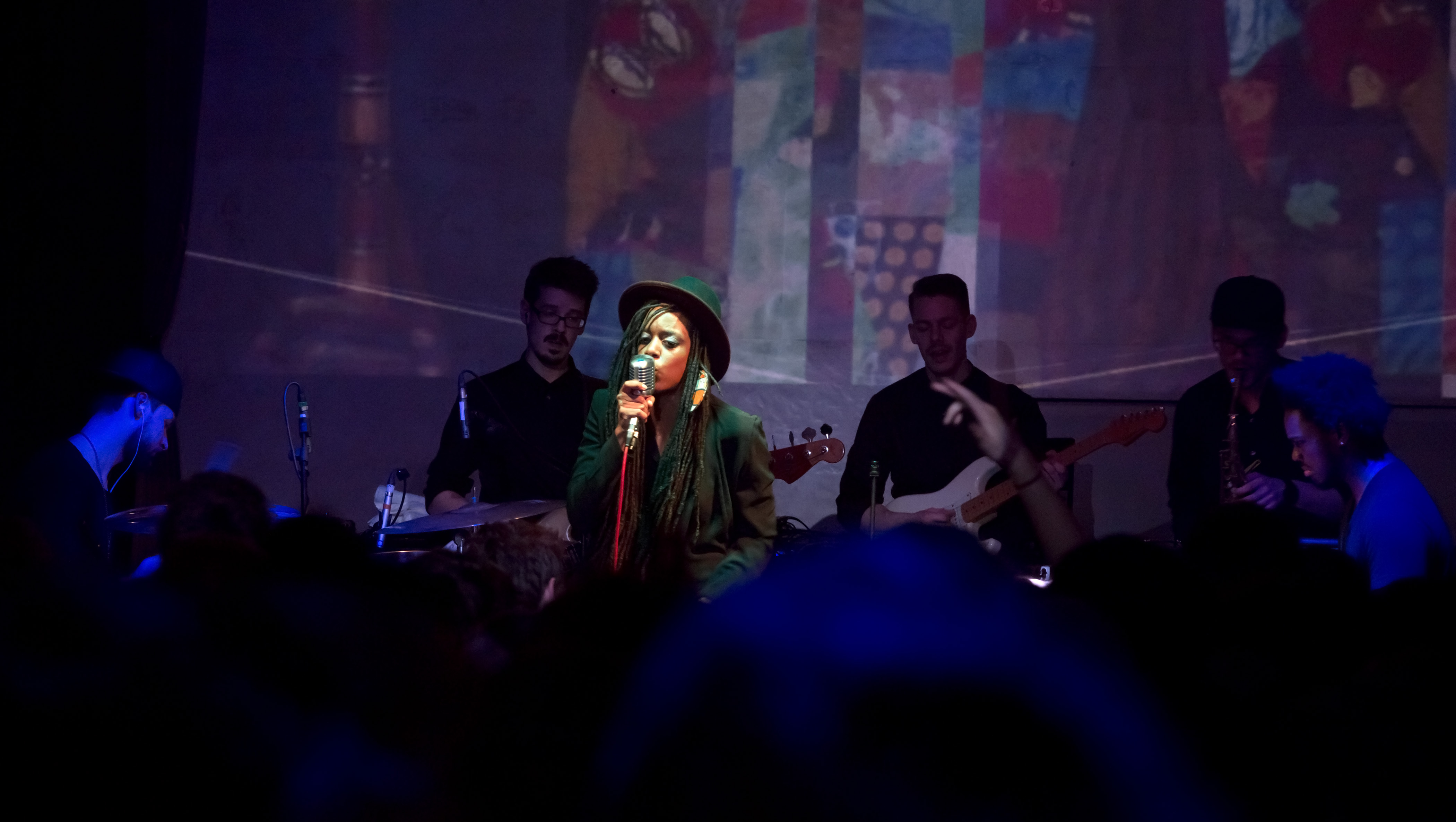
Akua Naru & The Digflo Band (Wien 2015)

Akua Naru stammt aus New Haven, Connecticut. Sie schrieb schon als Kind Gedichte und sammelte erste Erfahrungen als MC auf den Hinterhöfen ihrer Heimatstadt. Sie wollte Erfahrungen außerhalb ihrer Heimatstadt sammeln und lebte zunächst in Philadelphia, später in New York. Sie verbrachte Zeit in Asien und Westafrika, wo sie ihre eigenen Wurzeln zurückverfolgen wollte. Obwohl sie nicht mit dem Ziel nach Deutschland gekommen war, ein Album aufzunehmen, lernte sie in der Kölner Musikszene viele Musiker kennen und wurde beim kleinen Label Jakarta Records unter Vertrag genommen.
Akua Naru mischt aus afrikanischen Ländern stammende Rhythmen und Klänge, aber auch Einflüsse aus Jazz und Soul durchziehen ihren Sound. Sie greift alles auf, was sich zwischen Südstaaten-Blues und modernen Beats entwickelt hat. Sie selbst zählt Hip-Hop-Künstler wie Mos Def und Talib Kweli, aber auch R’n’B-Sängerin Gladys Knight als Vorbilder auf.
Anfang 2011 veröffentlichte sie ihr Debütalbum The Journey Aflame. In ihren Texten setzt sie sich mit der Kraft auseinander, die nach ihrer Überzeugung in jedem Menschen ist. Sie sagte laut.de zu ihrem Album: „Ich denke, dass es Platz für Tiefsinnigkeit gibt und dass die Menschen bereit dafür sind.“

## Diskografie
EP
- 2011: Poetry: How Does It Feel?

Alben
- 2011: The Journey Aflame
- 2012: The Live & Aflame Sessions
- 2015: The Miner's Canary
- 2018: The Blackest Joy